# Aegialites charlottae
Aegialites charlottae är en skalbaggsart som beskrevs av Zerche 2004. Aegialites charlottae ingår i släktet Aegialites och familjen trädbasbaggar. Inga underarter finns listade i Catalogue of Life.